# 대구시 중구·서구·북구
대구시 중구·서구·북구는 대한민국의 옛 국회의원 선거구이다. 당시 경상북도 대구시 중구, 서구, 북구 지역을 관할했다.

## 역사
제9대 국회의원 선거를 앞두고 대구시 중구, 대구시 서구, 대구시 북구 선거구가 통합되면서 신설되었다.
제11대 국회의원 선거를 앞두고 북구 지역이 동구 지역과 함께 대구시 동구·북구 선거구를 형성하게 되었으며 남은 중구와 서구가 대구시 중구·서구 선거구를 형성하게 됨에 따라 해체되었다.

## 역대 국회의원
| 선거   | 정당 | 정당       | 1위 의원 | 정당 | 정당       | 2위 의원 |
| ------ | ---- | ---------- | -------- | ---- | ---------- | -------- |
| 1973년 |      | 민주공화당 | 박찬     |      | 무소속     | 한병채   |
| 1978년 |      | 무소속     | 한병채   |      | 민주공화당 | 이만섭   |

## 역대 선거 결과

### 대한민국 제9대 국회의원 선거
|  | 39.37% |

|  | 23.79% |

|  | 23.61% |

|  | 13.21% |

### 대한민국 제10대 국회의원 선거
|  | 48.03% |

|  | 24.83% |

|  | 20.57% |

|  | 6.55% |